# Жечениця (гміна)
Гміна Жечениця (пол. Gmina Rzeczenica) — сільська гміна у північній Польщі. Належить до Члуховського повіту Поморського воєводства.
Станом на 31 грудня 2011 у гміні проживало 3728 осіб.

## Територія
Згідно з даними за 2007 рік площа гміни становила 274.92 км², у тому числі:
- орні землі: 27.00%
- ліси: 66.00%

Таким чином, площа гміни становить 17.46% площі повіту.

## Населення
Станом на 31 грудня 2011:
| Опис     | Загалом | Загалом | Чоловіки | Чоловіки | Жінки | Жінки |
| -------- | ------- | ------- | -------- | -------- | ----- | ----- |
| одиниця  | осіб    | %       | осіб     | %        | осіб  | %     |
| все      | 3728    | 100     | 1828     | 49.03    | 1900  | 50.97 |
| міське   | 0       | 100     | 0        |          | 0     |       |
| сільське | 3728    | 100     | 1828     | 49.03    | 1900  | 50.97 |

## Сусідні гміни
Гміна Жечениця межує з такими гмінами: Білий Бур, Кочала, Пшехлево, Чарне, Члухув, Щецинек.